# Katherine Helmond
Katherine Marie Helmond (Galveston, Texas, 5 juli 1929 – Los Angeles, Californië, 23 februari 2019) was een Amerikaans actrice.
Helmond werd bekend als Jessica Tate in de serie Soap. Daarna was zij te zien als Mona Robinson in de sitcom Who's the Boss?. Ook speelde ze vele filmrollen, waaronder in Alfred Hitchcocks laatste film Family Plot, en onder meer in The Hindenburg, Time Bandits, Brazil en Overboard.
Ook speelde ze de terugkerende gastrol van Lois Whelan in de comedyserie Everybody Loves Raymond, en sprak ze de stem van Lizzie in voor de animatiefilms Cars, Cars 2 en Cars 3.
Op 14 februari 1994 werd ze met alle egards door toenmalig burgemeester Wim van Elk ontvangen op het kasteel van Helmond. Onduidelijk is of ze ook echt een historische relatie met de stad Helmond of het kasteel aldaar heeft. Haar overgrootvader, de zeeman James B. Helmond, was blijkens archiefbronnen afkomstig uit Engeland.

## Filmografie
- Wine of Morning (1955) – Irene
- Car 54, Where Are You? (televisieserie) – Betty Lou Creco (afl. "Je T'Adore Muldoon", 1962)
- Believe in Me (1971) – verkoopster
- The Hospital (1971) – Marilyn Mead
- Gunsmoke (televisieserie) – Ena Spratt (afl. "The Judgement", 1972)
- The F.B.I. (televisieserie) – Terry (afl. "The Jug-Marker", 1972)
- Adam's Rib (televisieserie) – Martha Layne (afl. "Murder", 1973)
- The Bob Newhart Show (televisieserie) – Dr. Webster (afl. "I'm Okay, You're Okay, So What's Wrong?", 1973)
- The ABC Afternoon Playbreak (televisieserie) – Liz Cunningham (afl. "The Other Woman", 1973)
- The Autobiography of Miss Jane Pittman (televisiefilm, 1974) – dame bij huis
- The Snoop Sisters (televisieserie) – Cissy Prine (afl. "A Black Day for Bluebeard", 1974)
- Dr. Max (televisiefilm, 1974) – Libby Oppel
- Hec Ramsey (televisieserie) – Emily Harris (afl. "Only Birds and Fools", 1974)
- Larry (televisiefilm, 1974) – Maureen Whitten
- Mannix (televisieserie) – verschillende rollen (2 afl., 1974)
- Locusts (televisiefilm, 1974) – Claire Fletcher
- Medical Center (televisieserie) – Rachel (afl. "Heel of the Tyrant", 1974)
- The Rookies (televisieserie) – verschillende rollen (2 afl., 1974/1975)
- The Legend of Lizzie Borden (televisiefilm, 1975) – Emma Borden
- The Family Nobody Wanted (televisiefilm, 1975) – Mrs. Bittner
- Cage Without a Key (televisiefilm, 1975) – Mrs. Little
- The First 36 Hours of Dr. Durant (televisiefilm, 1975) – verpleegster Katherine Gunther
- Barnaby Jones (televisieserie) – Edna Morrison (afl. "The Orchid Killer", 1975)
- Harry O (televisieserie) – Anne Kershaw (afl. "Portrait of a Murder", 1975)
- The Six Million Dollar Man – Middy (afl. "The White Lightning War", 1975)
- The Hindenburg (1975) – Mrs. Mildred Breslau
- The Blue Knight (televisieserie) – Mrs. Stryker (afl. "Cop Killer", 1976)
- James Dean (televisiefilm, 1976) – Claire Folger
- Joe Forrester (televisieserie) – rol onbekend (afl. "Pressure Point", 1976)
- Family Plot (1976) – Mrs. Maloney
- Baby Blue Marine (1976) – Mrs. Hudkins
- Wanted: The Sundance Woman (televisiefilm, 1976) – Mattie Riley
- Liza's Pioneer Diary (televisiefilm uit de anthologieserie Visions, 1976) – tante Sara
- Spencer's Pilots (televisieserie) – Elly Hunt (afl. "The Explosives", 1976)
- Petrocelli (televisieserie) – Nancy Berwick (afl. "Shadow of a Doubt", 1976)
- Little Ladies of the Night (televisiefilm, 1977) – Miss Colby
- Soap (televisieserie, 88 afl., 1977–1981) – Jessica Tate
- The Bionic Woman (televisieserie) – Dr. Harkens (afl. "Deadly Ringer" en "Deadly Ringer: Part 2", 1977)
- Meeting of Minds (televisieserie) – Emily Dickinson (afl. "Emily Dickinson/Attila the Hun/Charles Darwin/Galileo", part 1 & 2, 1977)
- Getting Married (televisiefilm, 1978) – Vera Lesser
- Pearl (miniserie, 3 afl., 1978) – Mrs. Sally Colton, Madam
- Sweepstakes (televisieserie) – Lynn (episode 1.1, 1979)
- Diary of a Teenage Hitchhiker (televisiefilm, 1979) – Elaine Thurston
- Benson (televisieserie) – Jessica Tate (afl. "Jessica", 1979; "God, I Need This Job", 1983)
- Scout's Honor (televisiefilm, 1980) – Pearl Bartlett
- The Love Boat (televisieserie) – verschillende rollen (3 afl., 1981/1986)
- Time Bandits (1981) – Mrs. Ogre
- World War III (televisiefilm, 1982) – Dorothy Longworth
- For Lovers Only (televisiefilm, 1982) – Bea Winchell
- Rosie: The Rosemary Clooney Story (televisiefilm, 1982) – Frances Clooney
- Jack and the Beanstalk (televisiefilm uit de anthologieserie Faerie Tale Theatre, 1983) – Jacks moeder
- Fantasy Island (televisieserie) – Laura Walters (afl. "The Big Switch/Hooker's Holiday", 1983)
- Not in Front of the Kids (televisiefilm, 1984) – Millie Rosen
- Who's the Boss? (televisieserie, 196 afl., 1984–1992) – Mona Robinson
- Shadey (1985) – Lady Constance Landau
- Brazil (1985) – Mrs. Ida Lowry
- Girls on Top (televisieserie) – Goldie DuPont (afl. "Mr. Yummy Brownie", 1986)
- Christmas Snow (televisiefilm, 1986) – weduwe Mutterance
- Overboard (1987) – Edith Mintz
- Save the Dog! (televisiefilm, 1988) – rol onbekend
- Lady in White (1988) – Amanda
- When Will I Be Loved? (televisiefilm, 1990) – Barbara Patterson
- The Perfect Tribute (televisiefilm, 1991) – boerin
- Deception: A Mother's Secret (televisiefilm, 1991) – Geena Milner
- Grass Roots (televisiefilm, 1992) – Emma Carr
- Batman: The Animated Series (animatieserie) – Connie Stromwell (afl. "It's Never Too Late", 1992, stem)
- Inside Monkey Zetterland (1992) – Honor Zetterland
- The Elvira Show (televisieserie,[noot 1] 1993) – tante Minerva
- Amore! (1993) – Mildred Schwartz
- The Upper Hand (televisieserie) – Madame Alexandra (afl. "Tunnel of Love", 1993)
- The Flight of the Dove (1995) – Dr. Pamela Schilling
- Liz: The Elizabeth Taylor Story (televisiefilm, 1995) – Hedda Hopper
- Coach (televisieserie) – Doris Sherman (19 afl., 1995–1997)
- Everybody Loves Raymond (televisieserie) – Lois Whelan (14 afl., 1996–2004)
- Steven Spielberg's Director's Chair (computerspel, 1996) – Ma Cavello (stem)
- Ms. Scrooge (televisiefilm, 1997) – Maude Marley
- Fear and Loathing in Las Vegas (1998) – receptioniste bij het Mint Hotel
- The Wild Thornberrys (animatieserie) – Dugong (afl. "Reef Grief", 1999, stem)
- Providence (televisieserie) – Rose Bidwell (afl. "Thank You, Providence", part 1 & 2, 1999)
- The Perfect Nanny (2000) – Mrs. McBride
- Strong Medicine (televisieserie) – Cicely Nordeco (afl. "BRCA2", 2000)
- How to Marry a Billionaire: A Christmas Tale (televisiefilm, 2000) – Shatzie
- Living in Fear (televisiefilm, 2001) – Mrs. Ford
- Black Hole (2002) – Martha Truesdale
- Mr. St. Nick (televisiefilm, 2002) – koningin Carlotta
- Beethoven's 5th (dvd, 2003) – Crazy Cora Wilkens
- Cars (2006) – Lizzie (stem)
- Cars (computerspel, 2006) – Lizzie (stem)
- A Grandpa for Christmas (televisiefilm, 2007) – Roxie Famosa
- The Strand (dvd, 2007) – Isabelle
- The Glades (televisieserie) – Evelyn (afl. "A Perfect Storm", 2010)
- Melissa & Joey (televisieserie) – Mrs. Geller (afl. "In Lennox We Trust", 2010)
- Cars 2 (2011) – Lizzie (stem)
- Collaborator (2011) – Irene Longfellow
- True Blood (televisieserie) – Caroline Bellefleur (afl. "I'm Alive and on Fire", 2011)
- Pound Puppies (animatieserie) – Mildred (stem; afl. "My Fair Rebound", 2011)
- Harry's Law (televisieserie) – Gloria Gold (afl. "The Rematch", 2011)
- Mater's Tall Tales (animatieserie) – Lizzie (stem; afl. "Time Travel Mater", 2012)
- Tales from Radiator Springs (animatieserie) – Lizzie (stem; afl. "The Radiator Springs 500½", 2014)
- Cars 3 (2017) – Lizzie (stem)
- Frank and Ava (2018) – Betty Burns